# Noet (heretge)
Noet va ser un sacerdot de l'església d'Anatòlia cap a l'any 230. Havia nascut a Esmirna, o potser a Efes. Va impulsar una heretgia cristològica, després anomenada Modalisme i vinculada amb el Monarquianisme, una creença que defensa que Déu és una sola persona. Tertulià deia que les seves doctrines formaven part del Patripasianisme, que defensava que el Pare va ser qui havia sofert la passió i mort a la creu en lloc de Jesús.
Les seves creences el van conduir a la excomunió, i són conegudes principalment a través de l'obra d'Hipòlit, bisbe d'Òstia, contemporani de Noet a Roma, on l'heretge va fer cap després d'haver estat expulsat per la seva congregació, i on va tenir gran acceptació. Va tenir com a deixebles Epígon, que va difondre les seves idees a Roma i a altres regions, i a Cleòmenes, que sostenia que Déu era a la vegada visible i invisible. Quan era visible, era el Fill. Noet acceptava el quart evangeli, l'Evangeli de Joan, però considerava que les afirmacions que s'hi trobaven sobre el Logos eren al·legòriques.